# Montañas de John Crow
Las Montañas de John Crow o John Crow Mountains son una cadena de montañas en Jamaica. Se extienden paralelamente a la costa este del norte de la isla, limitado al oeste por la ribera del Río Grande, y se une con el extremo oriental de las Montes Azules en el sureste. El punto más alto alcanza un poco más de 1.140 metros.
El nombre de John Crow, es el nombre dado en Jamaica a la corneja negra, el nombre fue el primero registrado en la década de 1820. En 1890 el entonces gobernador Sir Henry Blake decretó  cambiar el nombre por las montañas de Blake, pero esto no fue aceptado.
En julio de 2015 fueron declaradas patrimonio de la Humanidad por la UNESCO dentro del conjunto «Montañas Azules y de John Crow».